# Stereo MC's
De Stereo MC's is een Britse band die een cross-over maakt van dance en hiphop. De kern van de groep bestaat uit rapper-zanger Rob Birch (1961) en producer Nick Hallam (1962). Zangeres Cath Coffey en drummer Owen If (1959) zijn echter ook een vast onderdeel van de formatie. De groep is vooral bekend van de hit Connected.

## Geschiedenis
Stereo MC's werd opgericht in 1985 door Birch en Hallam. Het tweetal was al sinds kindertijd met elkaar bevriend. In hun jonge jaren vormden ze de band Dogman and Head. Beiden vestigden zich in Londen om een loopbaan in de muziek te kunnen starten. In 1985 moesten ze hun flat verlaten en kregen daarvoor een premie. Deze investeerden ze in het bouwen van een studio. Met de studio namen ze de singles Move it! en What Is Soul? op, die in 1987 verschenen. Het leverde ze een contract op bij Island Records voor een album. Voor de opnames van het album werden Cath Coffey en Owen If bij de groep gehaald. Ook DJ Cesare kwam de groep versterken bij liveoptredens.
Het album 33-45-78 (1989) werd met een budget van 21.000 dollar in de Verenigde Staten opgenomen. Het werd in de zomer van 1989 uitgebracht. Hits werden er nog niet mee gemaakt maar de band toerde in het voorprogramma van de Happy Mondays. DJ Cesare verliet de groep echter, omdat hij ontevreden was over de muzikale koers. Met hulp van de rapgroep Jungle Brothers werd het album Supernatural (1990) opgenomen. Op dit album stond de single Lost In Music (1991) die de doorbraak naar de hitlijsten betekende. Het succes werd voortgezet met het album Connected, dat in het najaar van 1992 verscheen. Het album bereikte de tweede plaats van de Britse albumlijst en zorgde voor vier top 20-hits. Op 3 augustus 1993 stonden de Stereo MC's in het voorprogramma van U2's Zoo TV Tour in het Goffertpark in Nijmegen.
Na Connected werd het lange tijd stil rondom de band. Een gebrek aan inspiratie zorgde ervoor dat er geen nieuwe muziek werd opgenomen. Wel neemt Cath Coffey het weinig succesvolle album Mind The Gap (1997) op. De stilte rondom Stereo MC's werd in 1998 voor het eerst verbroken door een bijdrage aan de soundtrack van The Avengers. Ook werd een remix gemaakt voor de Jungle Brothers. In 2000 maakten ze een aflevering van de DJ Kicks-reeks. In 2001 verscheen er voor het eerst in negen jaar weer een nieuw album. Op Deep, Down & Dirty werd het vertrouwde geluid van de groep voortgezet. 
Daarna bleef de groep actief en verschenen de albums Paradise (2005) en Double bubble (2008). Hits werden er niet meer mee gemaakt, maar de band bleef veel optreden op diverse festivals. Op Emperor´s Nightingale (2011) schoof de groep op naar rock. Op dit album stond de single Boy, die werd gemaakt met Jamie Cullum.

## Discografie

### Albums
- 33-45-78 (1989)
- Supernatural (1990)
- Connected (1992)
- DJ Kicks (mixalbum) (2000)
- Deep, Down & Dirty (2001)
- Retroactive (compilatie) (2002)
- Paradise (2005)
- Double Bubble (2008)
- Emperor´s Nightingale (2011)

#### Hitnoteringen
| Album met eventuele hitnotering(en) in de Nederlandse Album Top 100 | Datum van verschijnen | Datum van binnenkomst | Hoogste positie | Aantal weken | Opmerkingen |
| ------------------------------------------------------------------- | --------------------- | --------------------- | --------------- | ------------ | ----------- |
| Deep Down & Dirty                                                   | 2001                  | 02-06-2001            | 34              | 4            |             |

| Album met hitnotering(en) in de Vlaamse Ultratop 200 albums | Datum van verschijnen | Datum van binnenkomst | Hoogste positie | Aantal weken | Opmerkingen |
| ----------------------------------------------------------- | --------------------- | --------------------- | --------------- | ------------ | ----------- |
| Deep Down & Dirty                                           | 2001                  | 09-06-2001            | 35              | 3            |             |
| Paradise                                                    | 2005                  | 10-09-2005            | 65              | 3            |             |

### Singles

#### Hitnoteringen
| Single met eventuele hitnotering(en) in de Nederlandse Top 40 | Datum van verschijnen | Datum van binnenkomst | Hoogste positie | Aantal weken | Opmerkingen                            |
| ------------------------------------------------------------- | --------------------- | --------------------- | --------------- | ------------ | -------------------------------------- |
| Lost In Music                                                 | 1991                  | 22-06-1991            | 17              | 5            | #20 in de Single Top 100 / Alarmschijf |
| Connected                                                     | 1992                  | 10-10-1992            | tip6            | -            | #54 in de Single Top 100               |
| Deep, Down & Dirty                                            | 2001                  | -                     | -               | -            | #98 in de Single Top 100               |

| Single met hitnotering(en) in de Vlaamse Ultratop 50 | Datum van verschijnen | Datum van binnenkomst | Hoogste positie | Aantal weken | Opmerkingen |
| ---------------------------------------------------- | --------------------- | --------------------- | --------------- | ------------ | ----------- |
| Connected                                            | 1992                  | 26-12-1992            | 19              | 8            |             |
| Step it up                                           | 2001                  | 13-02-1993            | 29              | 5            |             |